# Tiszaalpár
Tiszaalpár är en ort i Ungern.   Den ligger i provinsen Bács-Kiskun, i den centrala delen av landet, 110 km sydost om huvudstaden Budapest. Tiszaalpár ligger 87 meter över havet och antalet invånare är 5 070.
Terrängen runt Tiszaalpár är mycket platt. Runt Tiszaalpár är det ganska tätbefolkat, med 104 invånare per kvadratkilometer. Närmaste större samhälle är Csongrád, 15,5 km sydost om Tiszaalpár. Trakten runt Tiszaalpár består till största delen av jordbruksmark.